# Dead Like Me
Dead Like Me è una serie televisiva statunitense e canadese creata da Bryan Fuller e andata in onda tra il 2003 e il 2004.
La protagonista della serie è Ellen Muth insieme a Mandy Patinkin nella parte di mietitori che "vivono" e lavorano a Seattle, Washington. 
Girata a Vancouver, British Columbia, la serie è stata creata da Bryan Fuller per la rete Showtime, trasmessa per due stagioni nel 2003 e nel 2004, prima di essere cancellata. In Italia, la serie è trasmessa in chiaro su Rai 4 nel 2010.
Un film uscito direttamente su DVD intitolato Dead Like Me - La vita dopo la morte è stato pubblicato il 17 febbraio 2009, con l'aggiunta di una opzione narrativa per una eventuale riapertura della fiction.
La diciottenne Georgia "George" Lass (interpretata da Muth) è sia protagonista della storia sia narratrice della stessa. George muore presto nell'episodio pilota. Diventa uno dei "non morti" e impara presto che il suo compito è quello di rimuovere le anime delle persone, preferibilmente prima che muoiano, per condurle nel luogo della vita ultraterrena. Con la morte, George si lascia la madre e il resto della sua famiglia alle spalle, in un momento in cui i suoi rapporti con loro erano su un terreno infido.
Questa serie esplora la vita e le esperienze di un piccolo gruppo di mietitori, così come i cambiamenti della famiglia di George dopo la morte della ragazza.

## Trama

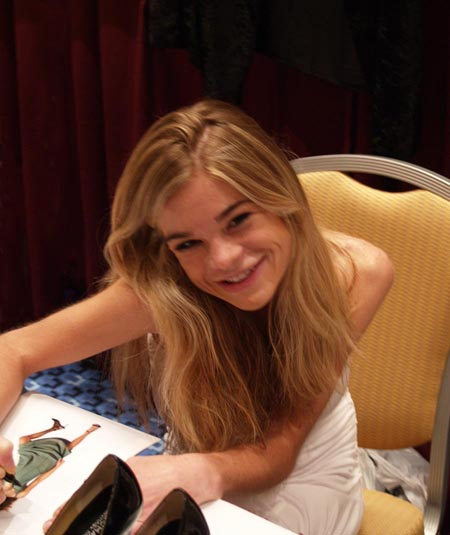
Ellen Muth è l'attrice che interpreta Georgia

In principio dio (con la "d" minuscola, come sottolineato nel monologo iniziale) creò la morte e, non sapendo cosa farne, la conservò in un'urna che affidò a un rospo.
Quest'ultimo, supplicato da una rana che voleva custodirla, alla fine acconsentì.La rana, tuttavia, ruppe accidentalmente l'urna, liberando la morte: da quel momento, tutto prima o poi doveva morire.
Come riferimento simbolico a questa storia, George è talvolta mostrata insieme a una particolare rana, la stessa apparsa durante la narrazione della leggenda.
Georgia Lass è una ragazza introversa ed emotivamente distante dalla sua famiglia e rifugge dalla sua vita. Dopo aver abbandonato il college trova un lavoro temporaneo tramite l'agenzia Happy Time. Durante la pausa pranzo del suo primo giorno di lavoro viene colpita e uccisa da una tavoletta del gabinetto caduta dalla stazione spaziale Mir. La ragazza è informata poco dopo la sua morte che, invece di passare nell'aldilà, diventerà un'assistente della morte nella divisione "influenze esterne" e avrà la responsabilità di raccogliere le anime delle persone che muoiono nel corso di incidenti, suicidi e omicidi. Durante le puntate della prima stagione, Georgia ha difficoltà a regolare la sua particolare situazione, mentre nella seconda stagione si è per lo più adeguata al suo nuovo ruolo, che svolge con una spietatezza seconda solo a quella della "collega" Roxy, anche se ha ancora problemi irrisolti con la sua "vita" dopo la morte.

### Personaggi
Georgia L. "George" Lass (Ellen Muth)(1985 – 2003)
Protagonista della serie, è una ex studentessa universitaria fuoricorso schiva e solitaria. Oltre a essere una mietitrice, George lavora presso l'agenzia Happy Time sotto il falso nome di "Millie Hagen" (Laura Boddington). Muore il 27 giugno del 2003 a causa di un detrito incandescente (una tavoletta del water) della stazione spaziale Mir schiantatosi su di lei. È per questo conosciuta dai suoi colleghi mietitori come "la ragazza della tavoletta" o "la ragazza del water", fattore che le concede un certo rispetto per essere morta in un modo alquanto bizzarro. A lei comunque non piace assolutamente essere chiamata così.
Rube John Sofer (Mandy Patinkin)(1876 – 1927)
È il capo del gruppo dei mietitori e il responsabile all'assegnamento degli incarichi, che è solito dare attraverso dei post-it gialli. Inizialmente rude e poco socievole nei confronti di George (scherzosamente chiamata da lui "Nocciolina"), diventa successivamente un buon mentore e una sorta di figura paterna. Muore in una data imprecisata del 1927 in circostanze ignote, anche se in un episodio appare in una vecchia foto-segnaletica della polizia, ricercato per la rapina di una banca. Da qui si ipotizza che sia morto in una sparatoria, o per mano della polizia. Aveva una moglie di origini cecoslovacche, di nome Lucy, e una figlia di nome Rose Anne, che lui chiamava Rosie.
Keith Mason (Callum Blue)(1939 – 1966)
Un giovane stravagante inglese con problemi di tossicodipendenza, alcolismo e taccheggio compulsivo. È in un certo qual modo fraterno con George e prova attrazione per la collega Daisy. Muore nel 1966 forando la propria testa con un trapano elettrico apparentemente sotto l'effetto di sostanze psicotrope, nel tentativo di sballarsi. Anche da non-morto, continua a conservare i suoi brutti vizi.
Roxy Harvey (Jasmine Guy)(1960 circa – 1982)
Uno dei membri più abili e stimati del gruppo, è una donna sarcastica e risoluta, che lavora inizialmente come ausiliare del traffico (vigile urbana), per poi diventare un poliziotto. Muore nel 1982, assassinata per strangolamento dalla coinquilina, intenta ad appropriarsi del brevetto degli scaldamuscoli, accidentalmente inventati da Roxy.
Betty Rhomer (Rebecca Gayheart)(1899 – 1927)
Dopo Rube, Betty è la più anziana tra i mietitori del suo gruppo. Di natura solare, impulsiva ed estroversa, Betty ha l'eccentrica abitudine di fotografare le persone alle quali preleva l'anima e di classificarle in ordine di personalità, raccogliendole poi in una busta che porta sempre con sé. Anche lei in principio riluttante nei confronti di George, lega con la ragazza nel corso della serie, per poi scomparire nel nulla varcando la soglia dell'aldilà insieme a un'anima che ha raccolto. Muore nel 1927 mentre si accinge a tuffarsi da una scogliera molto alta con il fidanzato, schiacciata dal violento impatto con l'acqua.
Daisy Adair (Laura Harris)(1915 circa – 1938)
Una sedicente attrice civettuola e capricciosa, viene inviata da New York a Seattle per sostituire Betty quando lei scompare. Si vanta spesso delle innumerevoli relazioni con molti attori importanti della sua epoca, con i quali asserisce di aver lavorato. Muore nel 1938 asfissiata dalle esalazioni di fumo durante un incendio su un set cinematografico che lei sostiene essere quello di Via col vento a Marietta, in Georgia, e il suo ultimo pensiero prima di morire è stato "perché nessuno mi ha mai amato?".
Clancy Lass (Greg Kean)
Padre di George, Clancy è docente di letteratura presso l'università di Washington. I suoi già instabili rapporti con la moglie iniziano a vacillare con la morte di George, per poi sfaldarsi definitivamente con una relazione extra-coniugale da parte sua con una studentessa del suo corso.
Nell'episodio pilota, alla veglia del funerale di George, lo si vede abbracciare un giovane uomo, lasciando intendere che avesse una relazione con quest'ultimo, ma i produttori hanno poi modificato l'amante rendendola una donna negli episodi successivi.
Joy Lass (Cynthia Stevenson)
Madre di George, Joy è una casalinga intransigente, rigida e repressiva, con una paura patologica per i palloncini e un'avversione ossessiva nei confronti del suono della parola "morbido", che lei considera pornografico. Da amante dell'ordine e del controllo, Joy non ha mai sopportato il carattere lassista e riottoso della figlia, che rivaluta radicalmente dopo la sua morte, e fa moltissime pressioni su Reggie, la figlia minore, che elabora il lutto in modo atipico. Successivamente però, viene fuori che i problemi di Joy, oltre che al divorzio imminente, la perdita della figlia e il disciplinamento che impone la figlia restante, risalgono a una infanzia fatta di una vita sregolata e segnata dall'abbandono.
Regina "Reggie" Lass (Britt McKillip)
La sorella minore di George. Come sua sorella (che l'ha sempre ignorata fino al giorno della sua morte), Reggie è una ragazzina molto sveglia e intelligente, ma dalla personalità molto più complessa. Dopo la morte di George, Reggie sviluppa una forte ossessione per il modo in cui la sorella è morta, finendo in visita da una psicoterapeuta infantile. È in perenne conflitto con la madre, che trova il suo comportamento anormale e patologico, e che cerca di correggere in tutti i modi, e ha un legame arido, ma più pacifico, con il padre.
Dolores Herbig (Christine Willes)
Dolores Herbig è una donna molto solare e ossessiva nei confronti dell'ordine e delle buone maniere, consulente della "Happy Time", un ufficio dove George lavora. Quando assume George il giorno prima della sua morte la ragazza la provoca, perciò le assegna il lavoro di addetta all'archivio. Quando viene assunta sotto le sembianze di Millie tra le due si crea invece un buon rapporto, e Dolores diventa una sorta di figura materna per lei. 
Crystal Smith (Crystal Dahl)
Crystal è una impiegata della Happy Time. È una donna molto bizzarra e ossessivamente attratta dai germi, che lei dissemina sbavando su tutti gli oggetti appartenenti ai suoi colleghi d'ufficio, e non di rado lei e George si punzecchiano a vicenda. In stato quasi perpetuamente catatonico, non esita comunque ad aiutare George e i suoi colleghi "mietitori".
Kiffany (Patricia Idlette)
Kiffany è una cameriera che lavora presso una tavola calda dove George e gli altri mietitori sono soliti incontrarsi per ricevere i loro compiti, il "Das Waffle", e possiede poteri di veggenza che si manifestano in determinate occasioni. Sebbene non lo dichiari mai direttamente, è chiaro dai suoi atteggiamenti che riconosca la natura soprannaturale dei "mietitori", suoi più affezionati clienti.
Penny (Yeardley Smith)(1870 circa - 1912)
Penny è una mietitrice che si occupa spesso degli anziani ed è una dei migliori amici di Rube. Penny muore assiderata la notte del naufragio del transatlantico Titanic e da allora detesta la sola vista del ghiaccio.
Charlie (Spencer Achtymichuk)(1988 - 1997)
Charlie è un piccolo mietitore che si occupa degli animali e talvolta dei bambini. Le circostanze della sua morte non vengono rivelate.

## Figure ricorrenti
- I mietitori

Nel mondo di Dead Like Me, i mietitori non indossano mantelli neri e non portano falci (mantelli e falci sono presenti solo durante i titoli di apertura, per creare un effetto umoristico, in particolare mostrando George piccoletta e goffa rispetto agli altri, altissimi e disinvolti), ma il loro ruolo rimane tradizionale: consiste nel rimuovere le anime dei vivi dal loro corpo, per accompagnarle nella loro vita ultraterrena. Per quanto possibile, cercano di far sì che il processo inizi appena prima della morte effettiva, di modo che le anime non si trovino affardellate, nell'aldilá, da conseguenze nefaste - come disfigurazioni fisiche - del modo in cui sono morte, e in modo che non soffrano.
Nella serie, la Morte ha una lista di chi deve morire e quando. Questo elenco è consegnato al capo di ciascun gruppo di mietitori da una figura oscura. Il capo di ogni gruppo poi dà a ogni mietitore un incarico, non trasferibile, di raccogliere una particolare anima. Il compimento di tale assegnazione è spesso difficile per i mietitori, in quanto ricevono solo l'iniziale o le iniziali del nome e il cognome della persona che deve morire, l'ubicazione e l'orario approssimativo di morte (ETD, dall'inglese: estimated time of death).
Se un mietitore rifiuta di prendere l'anima nel luogo di morte della persona ed essa sopravvive, l'anima di quella persona appassisce, muore e marcisce dentro la persona. Se un mietitore non prende l'anima e la persona muore, l'anima rimane intrappolata nel corpo ed è soggetta a certe esperienze estremamente traumatiche, come assistere all'autopsia del proprio corpo dall'interno dello stesso (nel pilot della serie, osservare l'autopsia da fuori del corpo ha un valore catartico). I mietitori non devono interferire con gli eventi che portano alla morte.
- I graveling

Nella serie i mietitori in realtà non uccidono i vivi, perché i decessi sono organizzati dai graveling, delle dispettose creature simili ai gremlin che causano gli incidenti e le disavventure che uccidono le persone. I vivi non possono vederli, anche se nell'episodio "Reaper Madness", uno schizofrenico ne è stato capace, malgrado Rube, il capo del piccolo gruppo di mietitori, si rifiuti di credere che ciò fosse possibile; i mietitori invece possono vederli e interagire con loro in una certa misura: Daisy una volta zittì un graveling, Rube una volta vide dei graveling dissacrare una statua al cimitero e George una volta cacciò parecchi graveling all'interno del suo appartamento, e una volta al bar dove loro mangiano, si sono visti dei graveling mangiare degli avanzi a un tavolo. Anche se i graveling sembrano essere capaci di riconoscere i mietitori, non comunicano verbalmente con loro e parlano a volte attraverso un mormorio incomprensibile, altre volte ringhiando o con dei fruscii. Secondo l'episodio "Vacanze", i graveling hanno un giorno libero dal lavoro ogni due o tre anni.
Ai Graveling piace far infuriare i mietitori poiché, come si può vedere anche nell'episodio 12 "Forget me not" della seconda serie, quando un mietitore uccide una persona che non doveva morire all'anima non è concesso di andare nell'aldilà e quindi si trasforma in un graveling. Sapendo ciò alcuni pensano che tutti i graveling siano infuriati con i mietitori perché non gli hanno concesso la pace eterna.

## Episodi
| Stagione         | Episodi | Prima TV originale | Prima TV Italia |
| ---------------- | ------- | ------------------ | --------------- |
| Prima stagione   | 14      | 2003               | 2004            |
| Seconda stagione | 15      | 2004               | 2004-2005       |